# Наррільйос-дель-Аламо
Наррільйос-дель-Аламо (ісп. Narrillos del Álamo) — муніципалітет в Іспанії, у складі автономної спільноти Кастилія-і-Леон, у провінції Авіла. Населення — 101 особа (2010).
Муніципалітет розташований на відстані близько 150 км на захід від Мадрида, 65 км на захід від Авіли.
На території муніципалітету розташовані такі населені пункти: (дані про населення за 2010 рік)
- Ель-Аламо: 9 осіб
- Меркадільйо: 26 осіб
- Наррільйос-дель-Аламо: 62 особи
- Вентоса-де-ла-Куеста: 4 особи

## Демографія
Динаміка населення (INE ):